# Soroki (obwód iwanofrankiwski)
Soroki (ukr. Сороки) – wieś na Ukrainie, w  obwodzie iwanofrankiwskim, w rejonie horodeńskim.